# Grigor VI Apirat
Grigor VI Apirat fou patriarca de l'església armènia del 1194 al 1203. Ja fou candidat el 1193 però com que era proper al patriarca Gregori IV Tekha, i partidari de la cooperació amb les esglésies llatina i grega, no fou elegit i ho fou el nacionalista Grigor V Karavege, però aquest fou destituït pel príncep Lleó I d'Armènia Menor i llavors fou elegit Grigor Apirat. Això va provocar un cisma a la Gran Armènia on es va nomenar un antipatriarca, Barsel II d'Ani (1195-1206).
Grigor, ajudat per Nerses de Lampron (1153-1198) va convocar un concili a Tars (1196) on l'església armènia va acceptar l'essencial de les doctrines del concili de Calcedònia i es va acostar al Papa del que virtualment va reconèixer la supremacia. Amb això Lleó I d'Armènia Menor va rebre la corona reial i el títol de rei. El Papa Innocenci III va enviar el pal·lio a Grigor.
Les concessions fetes eren de natura política però l'església mai havia pensat realment a abandonar les seves creences. Tot i així hi va haver aldarulls: Narses de Lampron fou agafat per un grup de clergues oposats a les seves idees d'acostament i obligat a justificar-se davant el rei. L'oposició religiosa amenaçava amb un cisma i s'acostava al antipatriarca d'Althamar a la Gran Armènia. Tampoc va trobar la cooperació romana d'Orient i una ambaixada dirigida per Narses de Lampron a Constantinoble el 1196 no va tenir èxit.
Va morir el 1203 i li va succeir Joan VI el Magnífic.